# Tramstation Naaldwijk

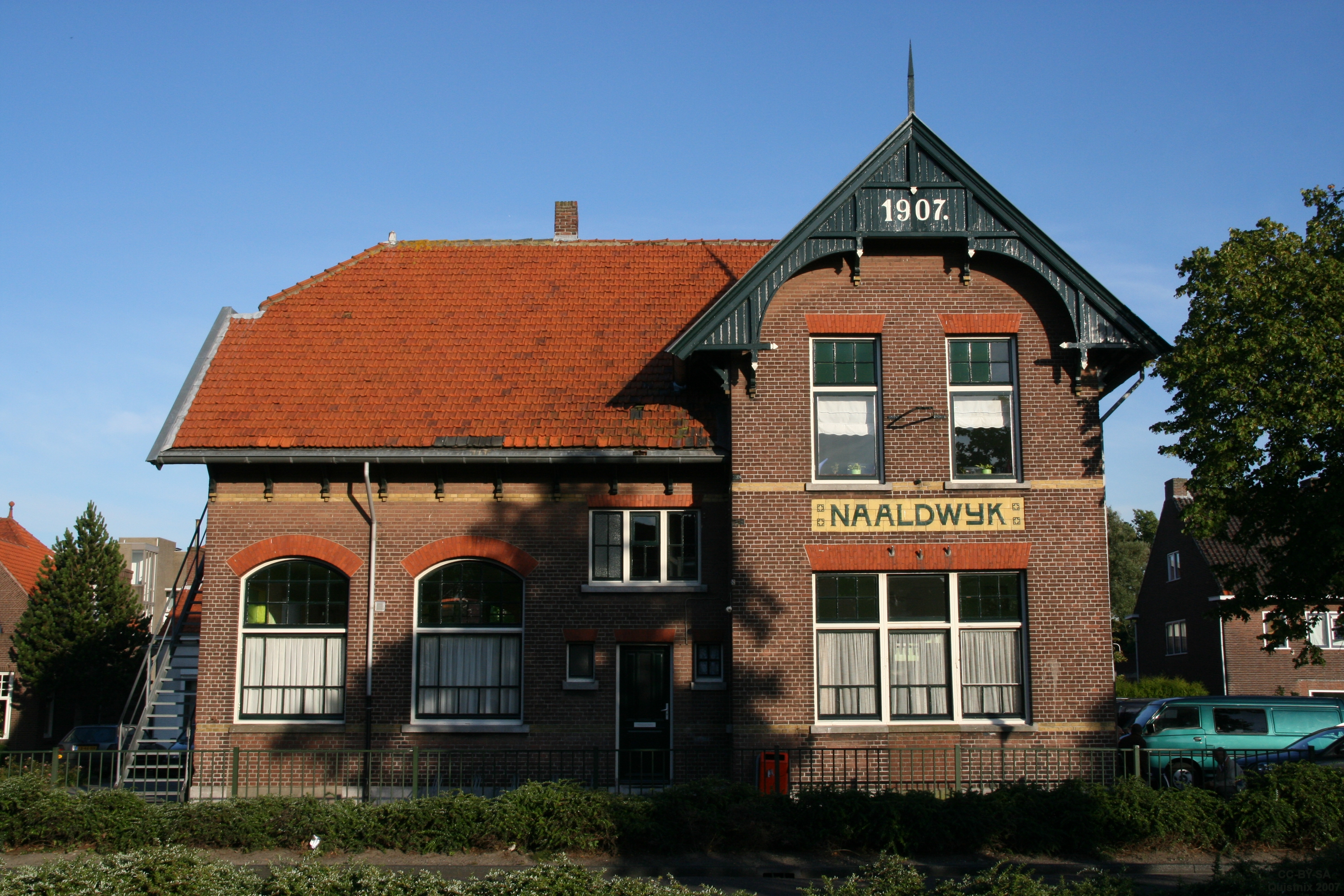
Het tweede tramstation van Naaldwijk uit 1907 aan de Verspycklaan 1 in 2007.

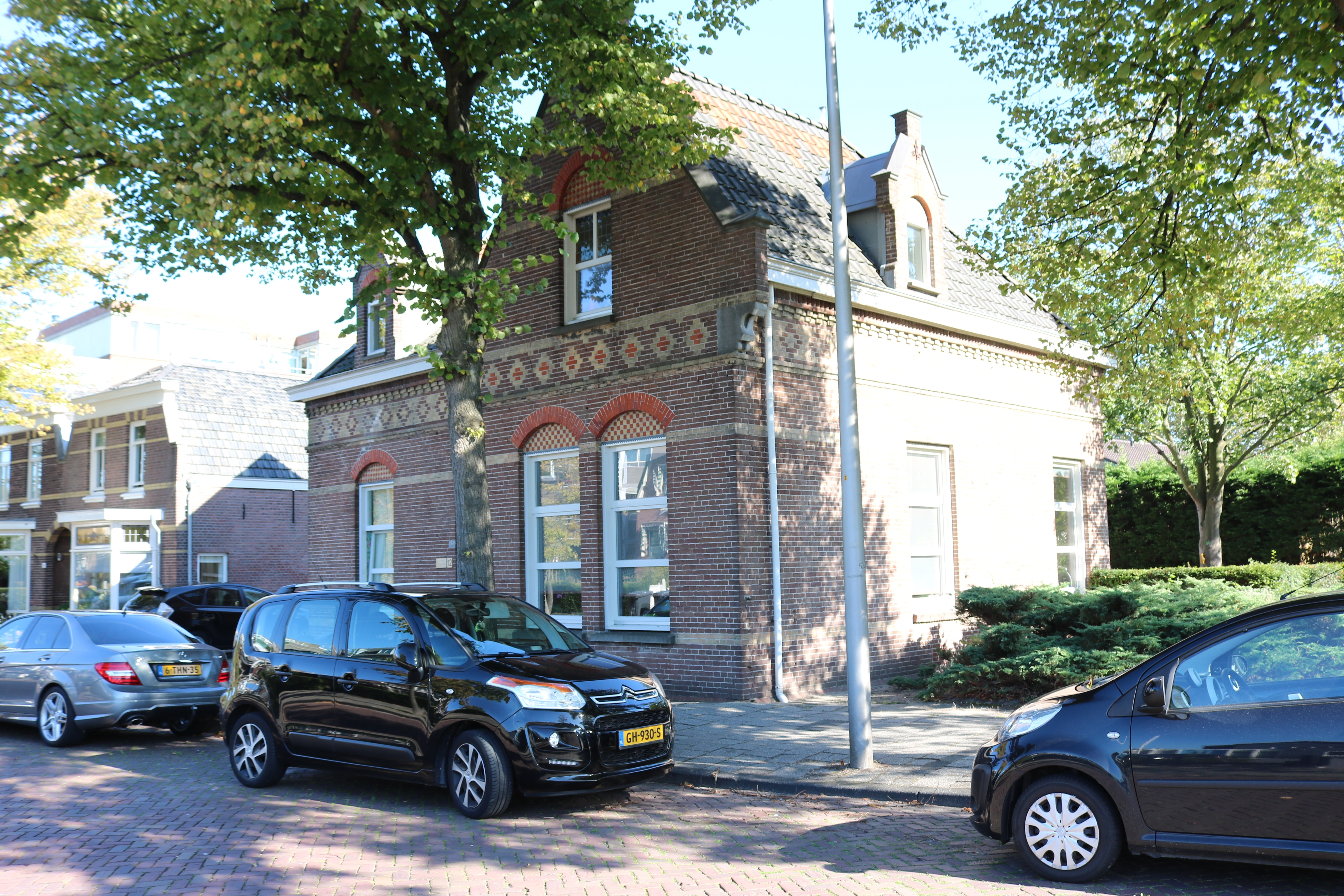
Het eerste tramstation van Naaldwijk uit 1895 aan de Dijkweg 12. Het werd wegens de verlening van de tramlijn vervangen door het station uit 1907.

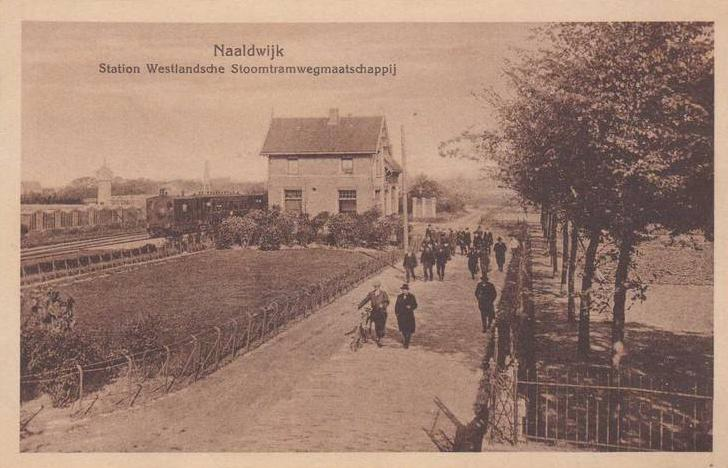
Tramstation in 1916

Het tramstation in Naaldwijk is een tramstation van de Westlandsche Stoomtramweg Maatschappij en dateert uit 1907. Dit tramstation heeft tot de helft van de jaren 60 dienstgedaan en werd gesloten doordat het vervoer over het spoor werd overgenomen door het wegtransport en het station dus overbodig was geworden.
Het station is gebouwd in eclectische stijl met jugendstil- en chaletstijlelementen. Het verving het oude stationsgebouw aan de Dijkweg 12 dat op 2 maart 1895 werd geopend. Het eerste station is tegenwoordig een appartementengebouw. De reden van de bouw van het nieuwe station slechts twaalf jaar na opening van het oude was de verlenging van het spoor in zuidelijke richting.
Het "nieuwe" station is een rijksmonument en is historisch gezien belangrijk geweest voor het goederen- en persoonsvervoer in het Westland. Het werd gebouwd aan wat nu de Verspycklaan heet. Deze weg is vernoemd naar jhr. ir. Henri Gustave Verspyck, voormalig directeur van de WSM. Het perron lag langs de kant van het station waar nu de doorgaande weg is. Een deur in het midden van de gevel (nu opgemetseld tot aan de hoogte van het kozijn) gaf toegang tot de wachtruimte.
Nadat het traject Loosduinen - Schipluiden op 1 januari 1968 gesloten werd, verloor het station zijn functie. De woning boven het station werd door de heer Zaalberg, werknemer bij de WSM, met zijn gezin tot 1969 bewoond. Van 1977 tot ca. 2014 heeft het station dienst gedaan als moskee en ontmoetingsruimte, daarna werd het anti-kraak bewoond totdat het in 2016-2017 is verbouwd tot bedrijvenverzamelgebouw.

## De WSM
In 1883 kreeg het Westland een tramverbinding welke liep van Den Haag via Loosduinen naar Poeldijk. Later werd het spoor verlengd en reden de trams via Honselersdijk door naar Naaldwijk. Vanaf 1912 waren er ook verbindingen via Naaldwijk naar Maassluis en Delft. Bij de aanleg liep de lijn langs de rand van Naaldwijk: ten westen van het station was nog geen woningbouw. De tram was vooral van belang voor het goederentransport van en naar de veilingen in de streek die een aansluiting op het WSM-spoor hadden. Veel van het goederentransport was sterk aan de tuinbouw gerelateerd: steenkool, bedoeld voor het verwarmen van de kassen, werd over het spoor vanuit de mijnen in Limburg aangevoerd terwijl bloemen, groenten en fruit uit de tuinbouw langs dezelfde weg naar de afnemers in binnen- en buitenland werd getransporteerd. Het personenvervoer werd vanaf de jaren 20 overgenomen door streekbussen van de WSM, en vanaf 30 september 1932 werden, met uitzondering van een korte periode tijdens de Tweede Wereldoorlog, door de WSM per spoor uitsluitend goederen vervoerd. Het netwerk van de WSM had aansluitingen op het spoorwegnetwerk in Hoek van Holland, Delft en Maassluis. Omdat de lijn in normaalspoor was uitgevoerd konden de goederenwagons ook op het landelijke spoorwegnet rijden. In 1968 werd de tramlijn opgeheven.